# Squib Feeling Blue
Squib Feeling Blue (japanisch かんしゃく玉のゆううつ Kanshaku-dama no Yūutsu, „Melancholie eines Wutanfalls“) ist ein Manga-Band der japanischen Zeichnerin Arina Tanemura, der aus vier Kurzgeschichten besteht. Die Kurzgeschichten sind Anfangswerke der Autorin und erschienen alle Ende der 1990er im japanischen Manga-Magazin Ribon.

## Handlung

### Second Love
(2番目の恋のかたち Nibanme no Koi no Katachi)
Das Mädchen Mana ist in Nishikawa, den Freund ihrer besten Freundin Yume, verliebt. Sie versucht, sich nichts anmerken zu lassen, doch der Schulplayboy Shigenobu Nakamura bemerkt es. Er ist in Mana verliebt und versucht es immer wieder bei ihr. Aber Mana will sich erst wieder verlieben, wenn sie Nishikawa vergessen hat. Im Laufe der Geschichte fängt sie an, sich in Nakamura zu verlieben, dennoch bittet sie ihn, noch zu warten, bis sie wirklich bereit ist für eine neue Liebe.

### Romance Heroine in the Rainy Afternoon
(雨の午後はロマンスのヒロイン Ame no Gogo wa Romansu no Hiroin)
Minori ist verliebt. Shinja Takatō hat sie, als sie keinen Schirm mithatte, mit unter seinen gelassen. Doch sie ist sich nicht sicher, ob sie ihm ihre Liebe gestehen soll, da Takatō als Frauenhasser bekannt ist. In der Mittelschule hat er einem Mädchen seine Liebe gestanden und einen Korb bekommen. Später kommt heraus, dass Minori dieses Mädchen war.

### This Love’s Non-Fiction
(この恋はNONフィクション Kono Koi wa NON Fikushon)
Yuri hat seit langem einen Brieffreund namens Ryō. Nun steht das erste Treffen an. Yuri hat ihm ein Bild von ihrer Freundin Karin geschickt, weil sie zu der Zeit nicht hübsch war und wollte, dass Ryō sie für attraktiv hält. Deshalb bittet sie Karin, zu dem Treffen zu gehen. Yuri verfolgt die beiden während ihres Dates, zusammen mit einem unbekannten Fremden. Am Ende kommt heraus, dass ihr Brieffreund Ryō genau dasselbe gemacht hatte.

### Squib Feeling Blue
Kajika Yamano ist ein Nachkomme eines berühmten Ninja-Clans. Ihr Großvater erzählt ihr, dass sie ihre Fähigkeiten geheim halten soll, da es noch andere Clans gibt, die es auf die Geheimwaffe ihres Clans abgesehen haben. Doch sie hält sich nicht daran und benutzt ihre Fähigkeiten, um anderen Leuten zu helfen.
Außerdem ist sie total in ihren Lehrer Fujisaki verschossen, der der Präsident des Tee-Zeremonie-Clubs ist. Das gefällt allerdings ihrem Freund Yūga Tanimoto gar nicht. Fujisaki und Tanimoto beschließen, nachdem beide Kajika ihre Liebe gestanden haben, ein Duell um Kajika auszutragen.
Zum Schluss bemerkt Kajika, dass es nur Bewunderung war, die sie für Fujisaki gefühlt hat.

## Veröffentlichungen
Der Shūeisha-Verlag veröffentlichte die vier Geschichten zunächst im Laufe der 1990er Jahre im Manga-Magazin Ribon. Am 15. Mai 1998 wurden die Geschichten zusammen in einem Sammelband herausgegeben. Auf Deutsch erschien dieser Sammelband im November 2003 bei Egmont Manga und Anime in einer Übersetzung von Rie Kasai. Eine englische Fassung erschien bei Viz Media, eine spanische bei Planeta DeAgostini Comics und eine chinesische bei Sharp Point Press.